# 赵胜 (春秋)
邯郸胜（？—？），名胜，中国春秋时期晋国大夫，赵氏，别为邯郸氏。前550年，栾盈之乱，齐庄公乘机出兵，攻打晋国。赵胜帅东阳之师追击齐国军队，擒获晏氂。